# Csilla Soós

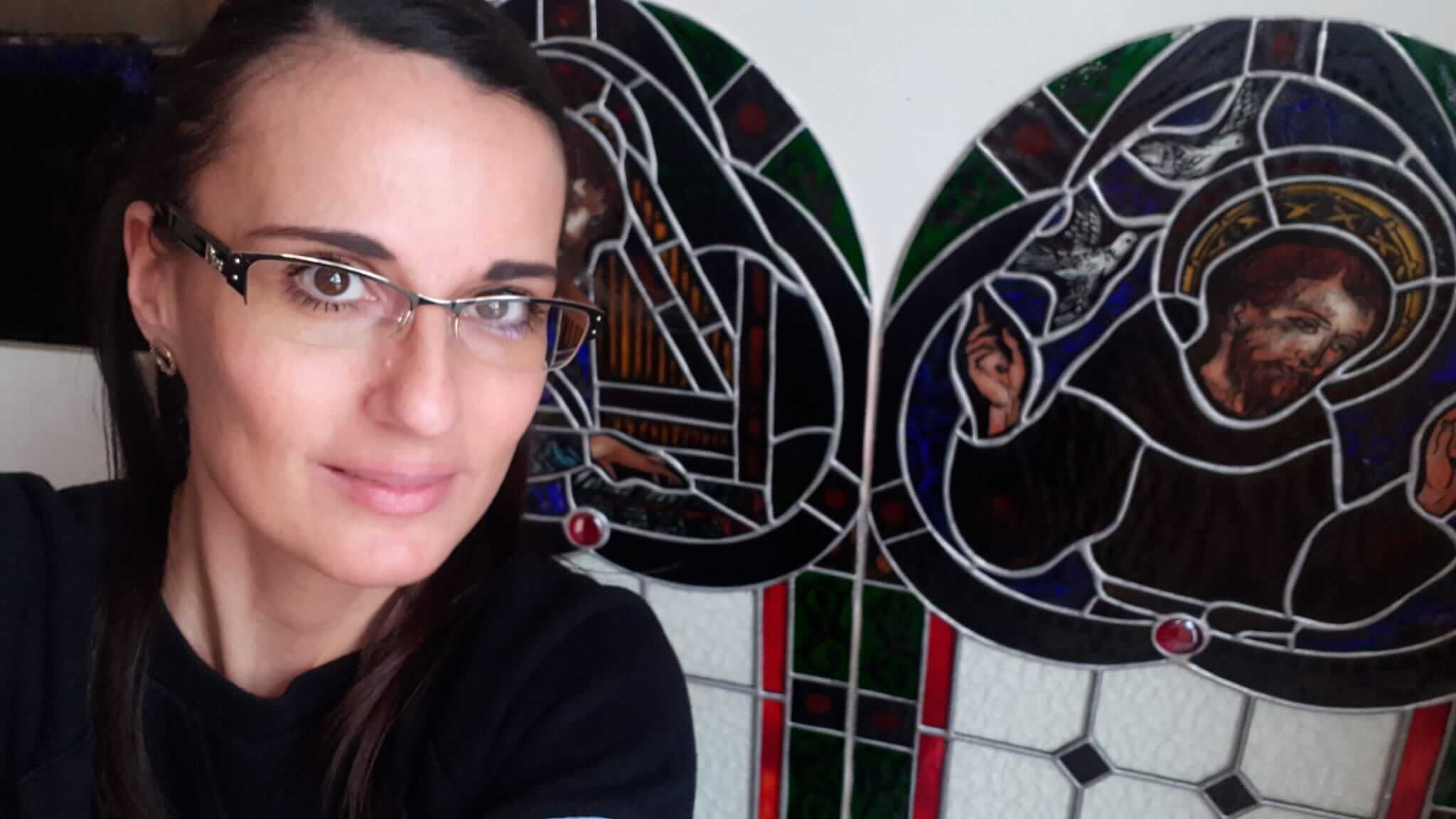
Csilla Soós mit ihren Werken (2022)

Csilla Soós (* 19. Januar 1983 in Horný Bar) ist eine ungarisch-slowakische Glaskünstlerin.

## Leben
Csilla Soós wurde am 19. Januar 1983 in Horný Bar, in der Nähe von Dunajská Streda, geboren. Sie entstammt einer römisch-katholischen Familie. Als kleines Mädchen war sie eine begeisterte Kirchgängerin und fasziniert von den bunten Kirchenfenstern.
Als Jugendliche besuchte sie regelmäßig Handwerkslager und widmete ihre Freizeit der Kunst und dem Handwerk. Sie experimentierte mit Ton, Stricken, Häkeln, Nähen, Perlen und entdeckte während ihrer Teenagerjahre auch die Emaille- und emaillierte Handwerkskunst. Obwohl sie zu dieser Zeit erste Erfahrungen mit der Glasmalerei sammelte, entwickelte sich ihr Interesse erst mit 18 Jahren intensiver. Zu diesem Zeitpunkt erkannte sie, dass die Glasmalerei das Handwerk war, das sie am meisten faszinierte und das sie ihr Leben lang ausüben wollte.
Im Jahr 2010 beauftragte der Sender TV2 sie mit der Gestaltung der Trophäen für ihre Show Das große Duett.
2012 erhielt sie einen weiteren Auftrag von TV2, für den sie Glassterne für die ausscheidenden Kandidaten der Show Megasztár entwarf. Im Jahr 2020 wurden ihre Glasmalereien im Kräuterbuch von Csaba Böjte präsentiert.

## Studien
Vier Jahre lang lernte sie an der Kovács-Margit-Kunstschule in Győr die Herstellung von emaillierten Ornamenten, wo sie einen goldenen Ring für ihre beruflichen Fähigkeiten erhielt. Danach wurde sie in die Glasmalerei eingeführt.

## Werke (Auswahl)
- 2010: St.-Georgs-Kirche in Paláš, Slowakei – Passionsweg, Glasmalerei
- 2011: St. Johannes der Täufer Kirche, Veľká Mača, Glasfenster
- 2012: Győrasszonyfa Kirche des Heiligen Namens der Jungfrau Maria, Glasfenster
- 2013: Römisch-katholische St.-Anna-Kirche, Glasfenster
- 2014: Dunaszerdahely, Sikabony, Allerheiligenkirche, Glasfenster
- 2014: Anfertigung von Glasfenstern für die Kirche Mariä Himmelfahrt in Tejfalusi
- 2015: Glasfenster für die Kirche der Heiligen Familie in Kazincbarcika
- 2015: Gestaltung von Glasfenstern für die römisch-katholische Kirche im Komitat Nógrád
- 2015: Buntglasfenster für die Kirche der Hilfe der Christen der Jungfrau Maria in Mezőnyárád
- 2016: Glasfenster für die römisch-katholische Kirche in Komjatná
- 2016: Bleiglasfenster für die Kirche St. Elisabeth der Árpáden in Kötcse
- 2016: Restaurierung der Bleiglasfenster im Hotel Gellért
- 2017: Bleiglasfenster für die Kirche St. Adalbert in Bajna
- 2017: Bleiglasfenster für die Kirche Mariä Himmelfahrt in Dercsik
- 2018: Bleiglasfenster für die römisch-katholische Kirche in Bak
- 2018: Bleiglasfenster für die Evangelische Kirche in Kőszeg
- 2019: Bleiglasfenster für die Kirche Inkarnation in Debrecen
- 2019: Bleiglasfenster für die Kirche Muttergottes Sarlós in Kimle
- 2019: Bleiglasfenster für die römisch-katholische Kirche in Vágai
- 2021: Kreuzwegstationen aus Feueremaille für die Kirche in Vecsés
- 2021: Bleiglasfenster für die römisch-katholische Kirche zu Ehren der Rosenkranzkönigin in Ipolyhídvég
- 2021: Bleiglasfenster für die römisch-katholische Kirche zu Ehren des hl. Antonius von Padua in Vásárút
- 2021: Passionsweg aus Feueremaille in Bókaháza
- 2021: Bleiglasfenstern für die Reformierte Kirche in Lábatlan
- 2022: Bleiglasfenster für die römisch-katholische Kirche St. Johannes Nepomuk in Zalacsány
- 2022: Bleiglasfenster für die römisch-katholische Kirche zu Ehren der Mariä Himmelfahrt in Dercsik
- 2022: Bleiglasfenster für die Kirche der Rosenkranzkönigin in Dióspatony
- 2022: Bleiglasfenster für die römisch-katholische Kirche in Csába
- 2022: Passionsweg-Stationen aus Feueremaille in Karancsság, Kirche St. Stephan König
- 2023: Bleiglasfenster für die Kirche in Ózd
- 2023: Bleiglasfenster für die Reformierte Kirche in Érsekújvár
- 2023: Bleiglasfenster für die Kirche der Muttergottes in Szomolya
- 2023: Bleiglasfenster für den Amitabha-Buddhistischen Tempel in Kővágóörs
- 2023: Bleiglasfenster für die Kirche St. Elisabeth der Árpáden in Szombathely

## Ehrungen
- 2010: Dame des Ritterordens des Heiligen Georg.[4]
- 2016: Apostolischer Segen von Papst Franziskus für ihre zahlreichen Glasfenster, die sie für Kirchen geschaffen hat.[5]
- 2018: EX Libris Award (40. Gala des ungarischen Kunstpreises)[6]